# Droga krajowa B501 (Niemcy)
Droga krajowa 501 (niem. Bundesstraße 501) – niemiecka droga krajowa przebiegająca na osi północ-południe i stanowi połączenie drogi B207 z autostradą A1 w Szlezwiku-Holsztynie.
Droga, jest oznakowana jako B502 od początku 70. lat XX w.